# Tårnborgvej
Tårnborgvej er en blind sidegade, der ligger på den nordlige side af Gammel Kongevej på Frederiksberg i København. Gaden er opkaldt efter Villa Tårnborg, der lå på hjørnet af Gammel Kongevej og H.C. Ørsteds Vej, som ligger parallelt med Tårnborgvej. Villaen blev tegnet af J.D. Herholdt i 1846-1847 for hans søster og svogeren A.C.B. Bibow. Bygningen blev revet ned i 1957.
Der ligger fortsat en håndfuld villaer langs med gaden, for eksempel nr. 12 fra 1867. De to villaer i nr. 4 fra 1893 og nr. 6-8 fra 1870 er begge tegnet af Vilhelm Friedrichsen. Nr. 6 huser nu Kaptajn Johnsens Skoles skolefritidsordning. Historikeren Caspar Paludan-Müller (1805-1882) boede i nr. 10 fra 1874 til 1882. Filologen Israel Levin (1810-1883), der havde været sekretær for Søren Kierkegaard, boede i nr. 7 i 1878–1879.
Bag et lavt hegn for enden af gaden ligger etageejendommen Frederiksberg Borgerforenings Stiftelse i nr. 14-16. Den blev opført i 1902 efter tegninger af Ludvig Andersen, der også har stået for Pilegaarden og Skt. Joseph Hospital. Frederiksberg Borgerforeningen blev stiftet i 1888.